# Fasangartenstraße
Die Fasangartenstraße ist eine Innerortsstraße in den Stadtbezirken Ramersdorf-Perlach (Nr. 16) und Obergiesing-Fasangarten (Nr. 17) von München.

## Verlauf
Die Straße beginnt in Altperlach an der Sebastian-Bauer-Straße und verläuft in südwestlicher Richtung, die Unterhachinger Straße kreuzend, nahe der Südostecke des Neuen Südfriedhofs und weiter über freies Feld, dabei die Trasse der Bahnstrecke München-Giesing–Kreuzstraße (heute S-Bahn-Linie 7) niveaugleich kreuzend, zur Bundesautobahn 8, die auf einer Überführung gequert wird (ohne Zufahrtsmöglichkeit auf die Autobahn). Westlich der Autobahn führt die Straße durch das Wohngebiet Fasangarten und kreuzt dabei die Balanstraße, die nach Norden zum Rosenheimer Platz führt, in südlicher Richtung aber schon nach kurzer Strecke an der Grenzstraße an der Grenze zur Gemeinde Neubiberg endet. Eine weitere Überführung führt über die von der S-Bahn-Linie 3 befahrene Bahnstrecke München Ost–Deisenhofen südlich der S-Bahn-Station Fasangarten. Der weitere Verlauf der Straße führt südlich der in den 1950er Jahren errichteten Siedlung am Perlacher Forst (als Ami-Siedlung wegen ihrer Errichtung für Angehörige der US-Army bekannt) vorbei (großteils Gemeindegrenze zu Unterhaching). Das westliche Ende der Straße liegt an der Tegernseer Landstraße, die hier teilweise als Bundesautobahn 995 ausgebaut und gewidmet ist, in der Nähe der Anschlussstelle Unterhaching-Nord.

## Öffentlicher Verkehr

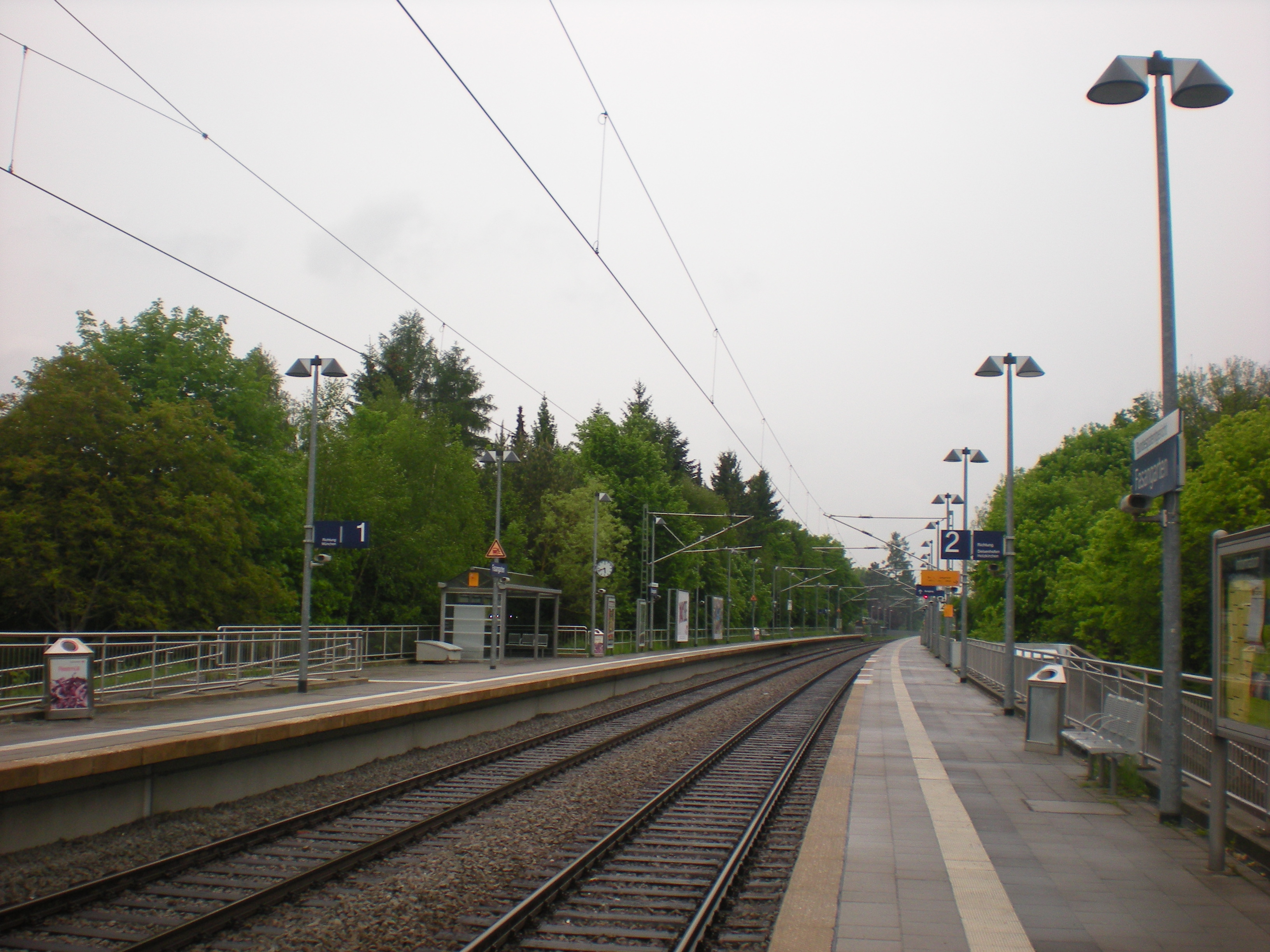
S-Bahn-Station Fasangarten

Die Straße wird teilweise von Omnibussen der MVG befahren. Von der S-Bahn-Station Fasangarten besteht ein unmittelbarer Zugang.

## Namensgeber
Die Straße ist nach dem Forsthaus Fasangarten in der früheren Perlacher Heide benannt, das vor allem der Zucht von Fasanen (früheres Privileg des Herrscherhauses) diente.

## Denkmalgeschützte Bauwerke

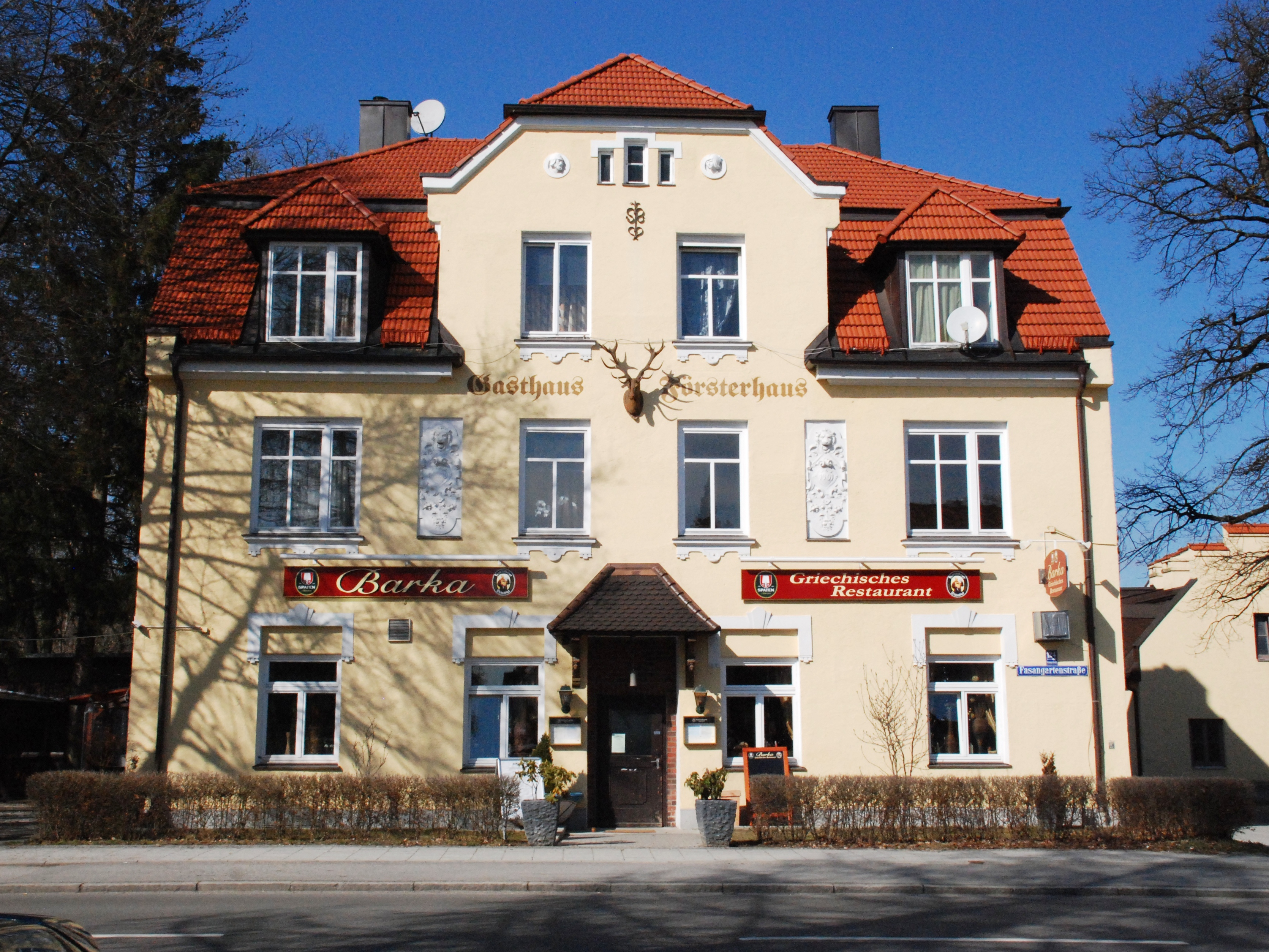
Gasthaus Försterhaus

- Nr. 3: Schloss Perlachsoed, nach seinem Erbauer auch Neusönner Schlösschen genannt (um 1696) (Denkmalliste Nr. D-1-62-000-1630)
- Nr. 124: Gasthaus Försterhaus, zweigeschossiger Mansardwalmdachbau mit Zwerchhaus und neubarocken Gliederungselementen und Reliefs (1901) (Denkmalliste Nr. D-1-62-000-1631)
- Nr. 127a: ehemaliger Bahnhof mit Bahnhofshalle und Schuppen (Denkmalliste Nr. D-1-62-000-1632)
- Nr. 133: ehemaliges Forsthaus (Mitte des 19. Jahrhunderts) (Denkmalliste Nr. D-1-62-000-1633)

### Baudenkmäler in der Nähe

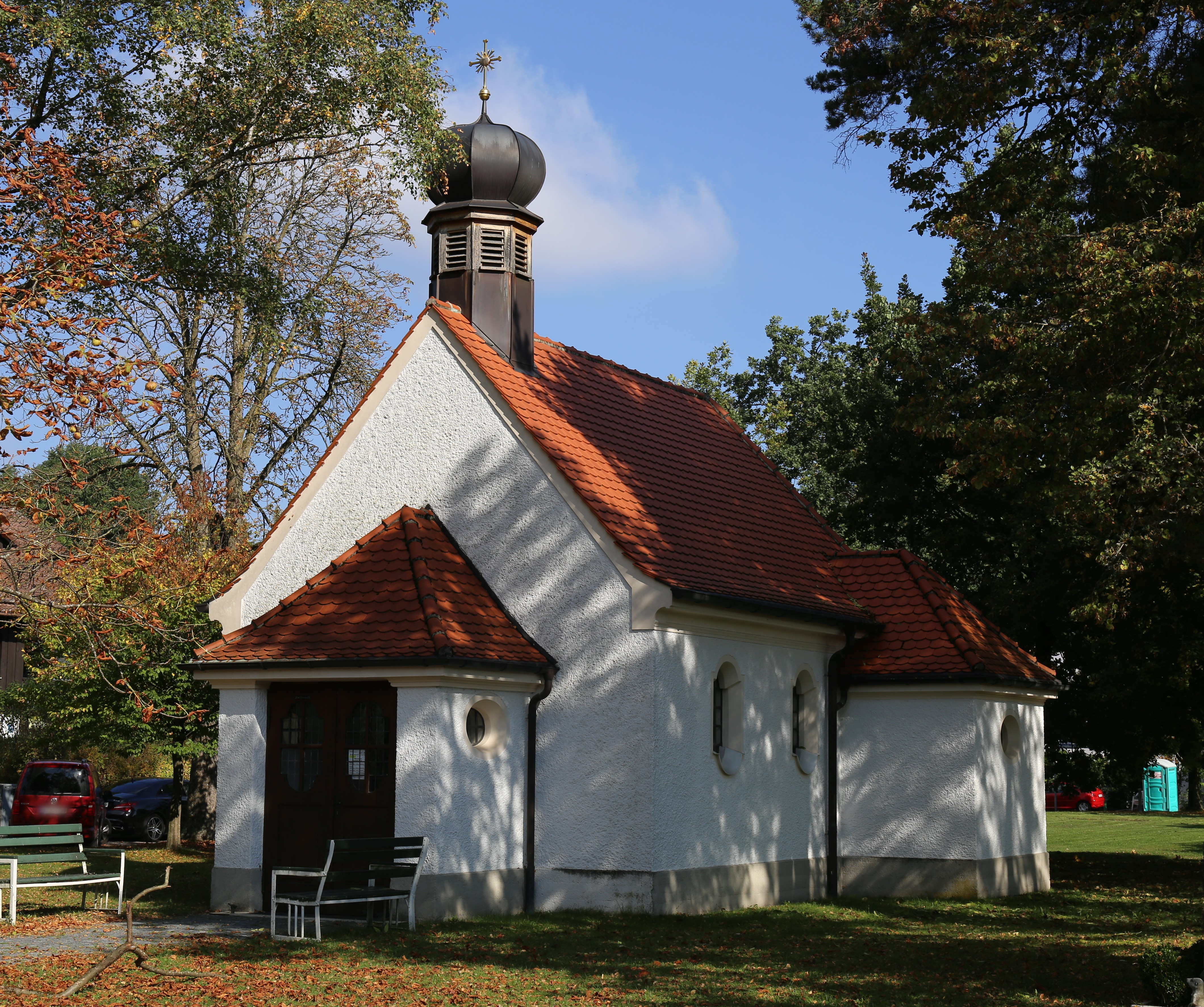
Patrona-Bavariae-Votivkapelle am Kulmbacher Platz

- Evangelische Kirche St. Paulus, die älteste erhaltene evangelische Kirche in München, 1848/49 von Georg Friedrich Ziebland, Sebastian-Bauer-Straße 21 (Denkmalliste Nr. D-1-62-000-6417)-
- Votivkapelle Patrona Bavariae am Kulmbacher Platz (Denkmalliste Nr. D-1-62-000-3652)

Einzelheiten siehe die Liste der Baudenkmäler in Perlach und die Liste der Baudenkmäler im Fasangarten.